# SummerSlam (2023)
SummerSlam 2023 року, також відоме як SummerSlam: Detroit — 36-е щорічне шоу професійного реслінгу SummerSlam, що було доступне для перегляду по передплаті (PPV) і через лайвстримінг й організоване промоушеном WWE. Захід проводився за участі реслерів з брендів RAW та SmackDown. Подія відбулася в суботу, 5 серпня 2023 року, на стадіоні «Форд Філд» у Детройті, штат Мічиган, повернувши серію даного шоу до традиційного серпневого слоту після липневого SummerSlam (2022). Це був перший захід WWE, проведений на «Форд Філд» з часів Реслманії 23 у квітні 2007 року. Мічиган раніше приймав SummerSlam у 1993 році.
На заході відбулося дев'ять поєдинків, чотири з яких рекламувались як головні події. У фінальному матчі вечора, який був одним з двох головних матчів для бренду SmackDown, Роман Рейнс переміг Джея Усо у Битві Племені, щоб зберегти за собою беззаперечне всесвітнє чемпіонство WWE і статус вождя племені родини Аноай. В іншому головному матчі SmackDown, Б'янка Белер перемогла чинну чемпіонку Аску та Шарлотт Флер у тристоронньому матчі з титулом чемпіона WWE серед жінок на кону, після чого Ійо Скай використала свій контракт «Money in the Bank» і перемогла Белер, відібравши пояс. У двох головних поєдинках від RAW Сет «Фрікін» Роллінс переміг Фінна Балора і зберіг титул чемпіона світу у важкій вазі, а Коді Роудс здолав Брока Леснара. На шоу також відбувся останній бій Ронди Роузі у WWE: вона програла Шейні Базлер у поєдинку «за правилами ММА», після чого покинула WWE у жовтні.
За даними WWE, це був найприбутковіший SummerSlam усіх часів, а також найприбутковіший захід компанії, не враховуючи Реслманію. WWE заявляла про відвідуваність у 59 194 особи, однак ця цифра була заперечена, а фактична оплачена відвідуваність склала 51 477 осіб. Це була друга за чисельністю аудиторія в історії SummerSlam після події 1992 року. Це був останній SummerSlam в історії WWE, коли компанія було під мажоритарною власністю і контролем сім'ї Макмен, аж до підписання угоди компанії з Endeavor 12 вересня 2023 року. В результаті даної угоди, WWE і Ultimate Fighting Championship, що належав Endeavor, об'єдналися й стали підрозділами нової, спільно створеної корпоративної структури під назвою TKO Group Holdings.

## Матчі
| №                                                    | Результати                                                               | Умови | Час   |
| ---------------------------------------------------- | ------------------------------------------------------------------------ | --- | ----- |
| 1                                                    | Логан Пол переміг Рикошета утриманням опонента.                          | Одиночний матч | 18:00 |
| 2                                                    | Коді Роудс переміг Брока Леснара утриманням опонента.                    | Одиночний матч | 17:35 |
| 3                                                    | Ел Ей Найт переміг викинувши останнім Шеймуса                            | Батл-роял матч 25-учасників                                                                                                | 11:55 |
| 4                                                    | Шейна Базлер перемогла Ронду Роузі технічним підкоренням.                | Матч за правилами MMA | 7:30  |
| 5                                                    | Гюнтер (c) переміг Дрю МакІнтайра утриманням опонента.                   | Одиночний матч за Інтерконтинентальне чемпіонство WWE                                                                      | 13:40 |
| 6                                                    | Сет «Фрікін» Роллінс (c) переміг Фінна Балора утриманням опонента.       | Одиночний матч за Чемпіонство світу у важкій вазі                                                                          | 18:30 |
| 7                                                    | Б'янка Белер перемогла Аску (c) й Шарлотт Флер утриманням опонентки.     | Тристоронній матч за Чемпіонство WWE серед жінок                                                                           | 20:45 |
| 8                                                    | Ійо Скай (з Бейлі) перемогла Б'янку Белер (c) утриманням опонентки.      | Одиночний матч за Чемпіонство WWE серед жінок Ійо Скай використала контракт «Money in the Bank»                            | 0:08  |
| 9                                                    | Роман Рейнс (c) (з Полом Гейманом) переміг Джея Усо утриманням опонента. | «Битва Племені» (матч без дискваліфікації) за Беззаперечне Всесвітнє чемпіонство WWE та статус Вождя Племені родини Аноа'й | 36:05 |
| \| (c) \| – чемпіон(-и) на момент старту поєдинку \| |                                                                          | |       |
| (c)                                                  | – чемпіон(-и) на момент старту поєдинку                                  | |       |

1. ↑  Порядок вибуття: Аполло Крюс, Джей Ді Макдона, Рік Бугс, Отіс, Айвар, Ерік, Шинске Накамура, Томмазо Чампа, Кемерон Граймс, Остін Тіорі, Сантос Ескобар, Джованні Вінчі, Людвіг Кайзер, Рідж Холланд, Бутч, Метт Ріддл, Омос, Міз, Ґрейсон Воллер, Карріон Кросс, Чад Ґейбл, Бронсон Рід, Ей Джей Стайлз та Шеймус.